# Eğirdir
Eğirdir autrefois Eğridir est un chef-lieu de district de la province d'Isparta situé au sud-est de l'un des plus grands lacs naturels de Turquie.

## Géographie
Eğirdir est à 34 km d'Isparta, la capitale de la province. La population du district est estimée à 39 064 habitants et celle de l'agglomération d'Eğirdir à 20 340 habitants en 2000
| Année         | 1990   | 1997   | 2000   | 2007   | 2009   |
| ------------- | ------ | ------ | ------ | ------ | ------ |
| Agglomération | 16 050 | 14 298 | 16 905 | 20 340 | 19 499 |
| District      |        |        |        | 39 064 |        |

Les précipitations se produisent le plus souvent en hiver et au printemps. Elles atteignent 700 mm de cumul annuel. La température moyenne est autour de 12 °C.

## Histoire
La ville a été fondée par Crésus (560-547 av. J.-C.), roi de Lydie. Les fondations du château date de cette période et le nom de la ville était Krozos. Pendant la période romaine la ville se nomme Prostanna. Le château a été agrandi et restauré par les Romains puis par les Byzantins.
Les premières incursions turques ont eu lieu peu de temps après la défaite des byzantins en 1071 contre le sultan seldjoukides Alp Arslan. En 1204, le sultan de Roum Kılıç Arslan III prend possession de la ville et de ses environs. Il nomme alors la ville Cennetabad et en a fait un lieu de séjour. Les Ottomans en prennent possession en 1391. Les Mongols la confient ensuite aux beys karamanides. Le sultan ottoman Murad II la reprend et l'annexe à ses territoires en 1423.
Après la période du Tanzimat (réorganisation) (1839-1876) la région devient une subdivision de la province de Konya. Avec l'avènement de la république turque, Eğirdir conserve son statut de chef-lieu de district.

## Sites touristiques

### Le château d'Eğirdir
La citadelle (Eğirdir Kalesi) barre l'accès à la presqu’île. Construite au IVe siècle av. J.-C., elle a subi diverses réparations aux époques romaine et byzantine; La citadelle a de nouveau été réparée pendant le règne des beys hamidides (1321-1391), elle est détruite par Tamerlan (vers 1400).

### Le caravansérail
Le caravansérail (Eğirdir Kervansarayı) fait partie des relais qui jalonnent la route de Konya à Antalya. Il a été construit en 1237. Il ne reste que les traces de quelques chambres dans la cour.

### Les îles
Les deux îles prolongent la péninsule sur laquelle est construite la ville et à laquelle elles sont reliées par une chaussée. La première l'île de l'âme (Canada) a été symboliquement offerte à Mustafa Kemal Atatürk lors de sa visite à Eğirdir en 1933. La seconde est plus grande et s'appelle l'île verte (Yeşilada) ou l'île de Nis (Nis Adası). Elle abrite quelques vieilles maisons de pêcheurs et l'église Saint Étienne (Ayastefanos) lieu saint pour les chrétiens.

### Les vestiges de Prostanna
Prostanna (Prostanna Antik Kenti) était une cité de Pisidie. Il reste quelque traces de murs dans la vieille ville. La citadelle dominait la ville de 200 m.

### Mosquées
La mosquée d'Hızırbey (Hızırbey Camii), elle est construite pendant son règne (1327-1328). Elle a été reconstruite en 1814 après un incendie et rouverte en 1820. Son minaret posé sur une arcade est unique en son genre. La mosquée de l'Ağa (Ağa Cami) date de 1413 et son minaret de 1777. La mosquée de Yılanlıoğlu (Yılanlıoğlu Cami) a été construite en 1806. La mosquée de l'île (Ada Cami) se trouve dans l'île verte. C'est une église consacrée à la vierge (Kız Kilisesi) transformée en mosquée par Osman II au début de son règne en 1618. La mosquée de Sinan Pacha date de 1376 quelques années avant que la région passe sous le contrôle des ottomans.

### Mausolées
La tombe du Sultan Baba (Baba Sultan Türbesi), elle a été construite en 1358, pendant le règne du bey hamidide Hüsameddin Elyas (1357-1374), pour une personne nommée İsa Bin Musa. Il y a deux autres tombes, celles de Sureti Baba et celle de Palor Baba.

### Madrasas
La madrasa de Dündar Bey (Dündar Bey Medresesi) a été construite en 1237 par le sultan de Roum Kay Khusraw II. Elle est transformée en madrasa par Dündar Bey, le fondateur de la dynastie hamidide. La cour est sur deux étages et comprend 30 cellules.

### Églises
L'église Saint Étienne sur l'île Verte a été construite au XIXe siècle. Elle a servi d'étape sur la route du pèlerinage à Jérusalem pour les grecs sujet de l'empire ottoman. L'église Saint George est sur la colline qui domine Eğirdir, on peut voir quelques pans de mur.